# Alexander Galante Carlström
Alexander Galante Carlström, född 30 januari 1989, är en svensk innebandyspelare som spelar för  IBF Falun. Han började sin innebandykarriär i Westra Aros IK i Västerås. 
Meriter: 3 VM-guld (2014) (2021) och (2022), 2 VM-silver (2016 och 2018), 7 SM-guld (2013, 2014, 2015, 2017, 2020, 2021 och 2022), 5 Champions Cup-guld (2013, 2014, 2015, 2017, 2022).
A-landskamper: 91. 109 mål, 58 assist, 167 poäng totalt.
Alexander blev utsedd till världens bästa innebandyspelare både år 2016 och 2017.
Carlström är en av Svenska Superligans poängproduktivaste spelare och har vunnit skytteligan varje säsong sedan 2014/2015 (nio säsonger i rad) och även vunnit poängligan fem gånger (2012/2013, 2015/2016, 2016/2017, 2019/2020 och 2021/2022).